# Gerd Hansen (Ökonom)
Gerd Hansen (* 1. Januar 1938 in Pansdorf) ist ein deutscher Ökonom und Statistiker. Er ist emeritierter Professor für Ökonometrie der Christian-Albrechts-Universität zu Kiel.

## Leben
Hansen studierte Volkswirtschaftslehre an der Christian-Albrechts-Universität zu Kiel. Nach seinem Diplom wurde er 1966 an der Universität Hamburg von Heinz Gollnick zum Dr. rer. pol. promoviert. 1971 habilitierte er sich mit der Arbeit Eine ökonometrische Untersuchung ausgewählter Konsumfunktionen für die Bundesrepublik. Spezifikation, Schätzung und Prognose. Von 1972 bis 1979 war er Professor als Nachfolger von Adolf Blind an der Universität Frankfurt am Main. Danach war er Professor für Ökonometrie am Institut für Statistik und Ökonometrie der Universität Kiel. 2003 wurde er emeritiert.
Von 1973 bis 1980 war er Mitherausgeber des Allgemeinen Statistischen Archivs und seit 1984 der Statistical Papers. Von 1983 bis 1987 war er auch Vorsitzender des Ausschusses für Empirische Wirtschaftsforschung und Angewandte Ökonometrie der Deutschen Statistischen Gesellschaft. Gemeinsam mit Uwe Westphal entwickelte er das SYSIFO-Modell.
Hansen ist seit 1964 verheiratet.

## Schriften (Auswahl)
- Ein ökonometrisches Modell für die Bundesrepublik 1951-1964. Versuch der Erklärung von Wachstum und Konjunktur (= Wirtschaftspolitische Studien, Heft 9). Vandenhoeck & Ruprecht, Göttingen 1967.
- Eine ökonometrische Untersuchung ausgewählter Konsumfunktionen für die Bundesrepublik. Spezifikation, Schätzung und Prognose (= Wirtschaftspolitische Studien, Heft 24). Vandenhoeck & Ruprecht, Göttingen 1972, ISBN 3-525-12221-7.
- hrsg. mit Uwe Westphal: SYSIFO. Ein ökonometrisches Konjunkturmodell für die Bundesrepublik Deutschland (= Schriften zur angewandten Ökonometrie, Heft 7). Haag + Herchen, Frankfurt am Main 1983.
- Methodenlehre der Statistik (= WiSo-Kurzlehrbücher). 3. Auflage, Vahlen, München 1985, ISBN 3-8006-1106-6.
- Quantitative Wirtschaftsforschung. Vahlen, München 1993, ISBN 3-8006-1747-1.
- hrsg. mit Christian Dreger: Advances in macroeconometric modeling. Papers and proceedings of the 3rd IWH Workshop in Macroeconometrics (= Schriften des Instituts für Wirtschaftsforschung Halle, Band 15). Nomos, Baden-Baden 2004, ISBN 3-8329-0568-5.